# Референдум в Швейцарии по общественному порядку (1934)
Референдум в Швейцарии по общественному порядку проходил 11 марта 1934 года. Избирателей спрашивали, одобряют ли они федеральный закон об обеспечении общественного порядка. Федеральный закон был отклонён 53,8% голосов.

## Избирательная система
Референдум по общественному порядку был факультативным и требовал для одобрения лишь большинство голосов избирателей.

## Результаты
| Выбор                                | Голосов   | %    |
| ------------------------------------ | --------- | ---- |
| За                                   | 419 399   | 46,2 |
| Против                               | 488 672   | 53,8 |
| Пустых бюллетеней                    | 11 431    | –    |
| Недействительных бюллетеней          | 2 682     | –    |
| Всего                                | 922 184   | 100  |
| Зарегистрированных избирателей/ Явка | 1 167 508 | 79,0 |
| Источник: Nohlen & Stöver            |           |      |